# Aéroport de Salamanque
L'aéroport de Salamanque (code IATA : SLM • code OACI : LESA) est un aéroport espagnol situé sur les territoires de trois commune de Machacón, Calvarrasa de Abajo et Villagonzalo de Tormes en Castille-et-León. Il dessert la province de Salamanque et en particulier sa capitale Salamanque dont il est distant d'une quinzaine de kilomètres.

## Histoire
L'aéroport de Salamanque est créé lors de la guerre d'Espagne par les nationalistes espagnols. Durant l'été 1937, à la demande du général Kindelán, la compagnie aérienne Iberia est recréée et établit son siège à Salamanque. Le 16 août 1937, la première ligne est ouverte et dessert Tetuán et Vitoria-Gasteiz avec des Junkers Ju 52 offerts par la Lufthansa. La compagnie déménage rapidement (en 1939) vers l'aéroport Madrid-Barajas. Dans le même temps, la Légion Condor s'établit également sur le site en y installant la base aérienne Matacán (Base Aérea de Matacán).
Par la suite, l'activité sur le site est essentiellement militaire même si la piste reste officiellement ouverte au trafic civil.
Le 24 mai 1974, la Escuela Nacional de Aeronáutica (es) est créée pour former les futurs pilotes commerciaux espagnols, et basée sur la base aérienne de Matacán. Malgré cela le trafic civil reste faible dans les années soixante-dix, et utilise les installations militaires.
L'aéroport ne retrouve une vraie activité civile qu'à partir de 2005, avec l’inauguration d'un nouveau terminal dédié et la séparation des installations techniques. Seule la piste reste partagée entre activités civiles et militaires,.

## Situation
| \| 100 km1:11 216 000 \| Alicante Almería Andorre Badajoz Barcelone Bilbao Burgos León Castellón · de la Plana Ceuta Gérone Grenade Ibiza Jerez La Corogne Lleida Logroño Madrid Málaga Melilla Minorque Murcie Oviédo Palma de · Majorque Pampelune Reus Sabadell Saint-Jacques Saint-Sébastien Salamanque Santander Saragosse Séville Valence Valladolid Vigo Vitoria |
| 100 km1:11 216 000 |

Voir les Îles Canaries

## Compagnies aériennes et destinations
| Compagnies | Destinations                  |
| ---------- | ----------------------------- |
| Volotea    | En saison : Palma de Majorque |

Édité le 07/10/2018  Actualisé le 17/04/2023